# Tijgervink
De tijgervink (Amandava amandava) is een klein vogeltje uit de familie van de prachtvinken (Estrildidae) dat in het wild voorkomt in India, Indochina en de Indische Archipel.

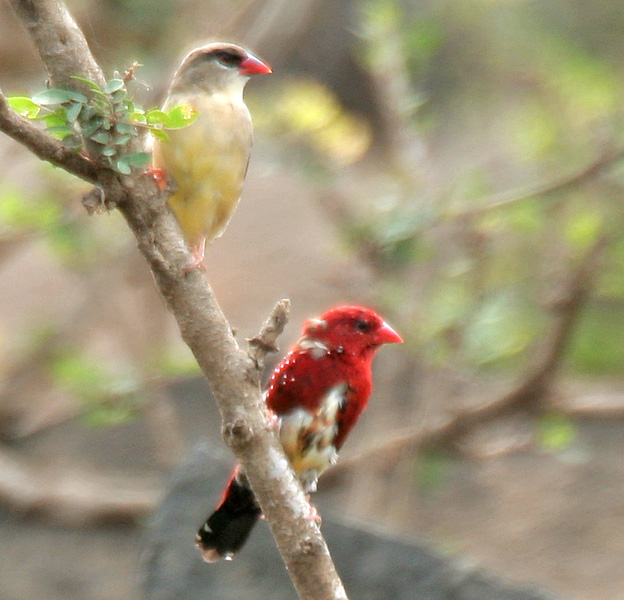
Paartje tijgervinken in India

## Kenmerken
De tijgervink is 9,5 tot 10,5 centimeter lang. In het broedseizoen is de bovenzijde van het mannetje donker roodbruin met een zwarte staart. De vleugels zijn donkerbruin, terwijl de rest van zijn lichaam helderrood is. Op de flanken, rug en vleugeldekveren bevinden zich witte stippen. Na het broedseizoen wordt hij meer vaalbruin. Het vrouwtje is overwegend grijs met gele en bruine tinten.

## Verspreiding en leefgebied
Er zijn drie ondersoorten:
- A. a. amandava (Pakistan, India, Nepal en Bangladesh)
- A. a. flavidiventris (Myanmar, Zuid-China, Noordwest- en Midden-Thailand en de Kleine Soenda-eilanden)
- A. a. punicea (Zuidoost-Thailand, Cambodja, Zuid-Vietnam, Java en Bali)

Het leefgebied bestaat uit vlak terrein met een weelderige vegetatie van bijvoorbeeld hoog gras of riet, maar ook in dicht begroeide akkers. Vaak in de buurt van water.
Ontsnapte kooivogels hebben verwilderde populaties gevormd in: Italië, Portugal, Spanje, Bahrain, Egypte, Iran, Brunei, Maleisië, Réunion, Dominikaanse Republiek, Guadeloupe, Mexico (land), Puerto Rico, Verenigde Staten, Fiji, Vanuatu en Japan.

## Status
De tijgervink heeft een groot verspreidingsgebied en daardoor alleen al is de kans op de status kwetsbaar (voor uitsterven) uiterst gering. De grootte van de populatie is niet gekwantificeerd, maar is plaatselijk in geschikt habitat algemeen en soms zeer algemeen. Om deze redenen staat de tijgervink als niet bedreigd op de Rode Lijst van de IUCN.